# Suttree
Suttree es una novela escrita por el autor estadounidense Cormac McCarthy. Fue publicada en 1979. Ambientada en Knoxville (Tennessee) en 1951, la novela narra la historia de Cornelius Suttree, un hombre que abandonó su vida de lujos y se convierte en un pescador en el río Tennessee.

## Resumen del argumento
La novela comienza con Suttree observando a la policía sacando del río el cadáver de un suicida. Suttree vive solo en una casa flotante en el río Tennessee y se gana la vida pescando peces gato. Suttree abandonó una vida de lujos, rechazando a su padre y abandonando a su esposa e hijo.
Suttree vive rodeado de bandidos y vagabundos, a los que él considera sus amigos. Uno de estos es Gene Harrogate, a quien Suttree conoció en la prisión. Harrogate fue condenado por haber tenido sexo con las sandías de un granjero. Suttree trata de ayudar a Harrogate después de que es liberado. Sin embargo, sus esfuerzos resultan en vano ya que Harrogate continúa con sus fechorías. Por ejemplo, Harrogate usa carne envenenada para matar murciélagos y así cobrar la recompensa ofrecida por el departamento de salud de la ciudad. También usa dinamita para tratar de hacer un túnel por debajo de la ciudad.
Las relaciones de Suttree con mujeres terminan siempre de manera dramática. Su relación con una prostituta termina en un momento de locura en el que ella destruye el interior de su nuevo automóvil. Otra de las mujeres con las que se relaciona muere sepultada por una avalancha en las orillas de un río. Asimismo, antes de los eventos relatados en el libro, Suttree abandona a su esposa y a su hijo, quien muere al inicio de la novela.
Al final de la novela, Suttree contrae fiebre tifoidea y sufre una larga alucinación. Esto ocurre después de que uno de sus amigos afroamericanos muere en una pelea con la policía y Harrogate es arrestado por robar una tienda. Suttree decide abandonar Knoxville para posiblemente no regresar nunca más.